# Paracentrobia andoi
Paracentrobia andoi is een vliesvleugelig insect uit de familie Trichogrammatidae. De wetenschappelijke naam is voor het eerst geldig gepubliceerd in 1938 door Ishii.